# Sagona

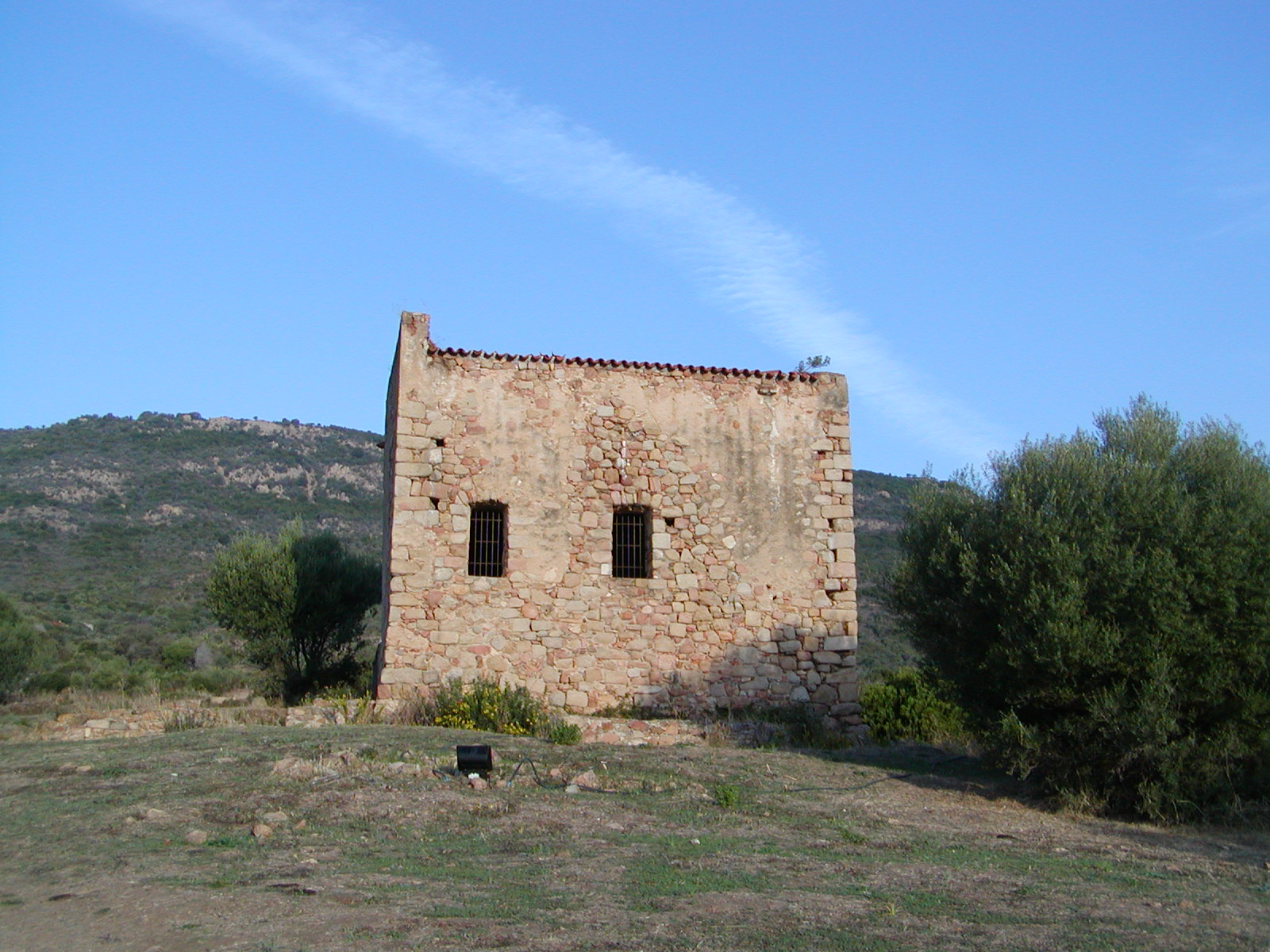
Pozostałości katedry diecezjalnej

Sagona (łac. Sagonensis) – stolica historycznej diecezji we Francji erygowanej w pierwszych wiekach, a włączonej w 1801 w skład diecezja Ajaccio. 
Współcześnie w pobliżu miasta Vico znajduje się w regionie Korsyka we Francji. Obecnie katolickie biskupstwo tytularne ustanowione w 2002 przez papieża Jana Pawła II. 

## Biskupi tytularni
| Lp. | Biskup             | Funkcja                                                                      | Od               | Do             |
| --- | ------------------ | ---------------------------------------------------------------------------- | ---------------- | -------------- |
| 1   | Dominique Mamberti | sekretarz ds. relacji z państwami w Sekretariacie Stanu Stolicy Apostolskiej | 18 maja 2002     | 14 lutego 2015 |
| 2   | Paolo Gualtieri    | nuncjusz apostolski                                                          | 13 kwietnia 2015 |                |